# ヒズブル・ムジャーヒディーン
ヒズブル・ムジャーヒディーン (英語: Hizb-ul-MujahideenまたḤizb al-Mujāhidīn、アラビア語: حزب المجاھدین)はカシミール地方のイスラム主義組織。

## 概要
カシミール地方のパキスタンへの編入を目指し，ジャンムー・カシミール州への侵入など対インド分離武装活動をおこなっている。
設立は1989年。団体名は「聖戦士党」「ムジャーヒディーンの党」を意味し、インド、パキスタン，カシミール地方、EUなどで活動している。
ヒズブル・ムジャーヒディーンは，パキスタンのイスラム主義政党ジャマーアテ・イスラーミー(Jama'at-e-Islami、JI）（イスラーム協会）の軍事部門との指摘もある。
最高指導者はサイイド・サラーフッディーン(en:Sayeed Salahudeen)。指導部はパキスタン管理下のアーザード・ジャンムー・カシミール州に存在するとされる。
団体内部の和平交渉賛成派と反対派による対立によって、賛成派の一部はヒズブ・エ・イスラミへ加入した。

## 近年
インドとパキスタン政府による協議に対してサラーフッディーンは2005年8月7日のイスラマーバード・カシミール問題関連会議でカシミールがインドから独立するまで武力闘争を続けると表明、また2012年6月には「もしパキスタン政府が我々に対する支援をやめれば，戦いはパキスタン国内で行われることとなる」と表明した。
インド当局はパキスタン政府にサラーフッディーンの引き渡しを度々要求しているが実現していない。
2013年9月4日、ヒズブル・ムジャーヒディーンの指揮官ターリブ・ラーリー(Talib Lali)がバンディポプル(en:Bandipore)で逮捕された。

## 参考資料
- ヒズブル・ムジャーヒディーン公式サイト
- Profile: Hizbul Mujahideen GlobalSecurity.org
- Official Journal of the European Union: Terrorism list
- Congressional Report: The New Islamist International(from FAS site) Bill McCollum, United States House of Representatives, Republican Task Force on Terrorism and Unconventional Warfare, 1 February 1993
- BBC Reports:Militants arrested in Bombay
- ABC Live Reports: Hizbul Mujahideen claimed Blast Left 1 Killed And 22 injured In Jammu Kashmir
- 公安調査庁「国際テロ組織 」
- 「パキスタンのテロとの闘い」『東アジア戦略概観 2010』第二章、防衛省